# کلیسای مریم مقدس (تهران)
کلیسای مریم مقدس (به ارمنی: Սուրբ Աստվածածին եկեղեցի) مربوط به دوره پهلوی است و در تهران، خیابان میرزا کوچک خان واقع شده و این اثر در تاریخ ۱۲ بهمن ۱۳۸۱ با شماره ثبت ۷۲۳۷ به‌عنوان یکی از آثار ملی ایران به ثبت رسیده‌است.

## تاریخ
در ۱۹۳۶ میلادی، بررسی بنای کلیسای جدید آغاز شد و در ۱۷ آوریل ۱۹۳۷، جلسه‌ای با حضور معماران ارمنی تشکیل و از «نیکلای لائوری» خواسته شد تا براساس بودجهٔ شصت هزار تومان طرح کلیسا را ارائه کند. در این بین، آقای «رومان عیسی یان» هزینهٔ بنای کلیسا را تقبل کرد و از نیکلای مارکف خواسته شد تا براساس بودجهٔ یکصد هزار تومان کلیسا را بنا کند.
روز یکشنبه، ۲۱ فروردین ۱۳۱۷ خورشیدی (۱۷ آوریل ۱۹۳۸ میلادی) با حضور جمع بزرگی از ارمنیان تهران، دو نمایندهٔ ارمنیان جبرائیل بوداغیان (ارمنیان جنوب) و سهراب ساگینیان (ارمنیان شمال) در مجلس شورای ملی، روحانیان کلیساهای تهران، اعضای انجمن کلیساهای تهران و بسیاری دیگر، پس از برگزاری مراسم دعا و نیایش، ساخت کلیسا آغاز شد.
ساخت کلیسای مریم مقدس در سال ۱۳۲۴ خورشیدی (۱۹۴۵ میلادی) پایان یافت. این بنا بین سال‌های ۱۳۲۴ تا ۱۳۴۹ دفتر اصلی و محل سکونت اسقف اعظم ارمنی‌ها بوده‌است که بعدها به کلیسای سرکیس مقدس انتقال یافت.

## معماری کلیسا
پلان کلیسا با ابعاد کوچک‌تر، متأثر از معماری کلیساهای سده‌های هفتم تا دهم میلادی منطقهٔ تایک، ارمنستان بزرگ طراحی شد. از طرح کلیسای اولیه اطلاعات مکتوبی در دست نیست. کلیسای مریم مقدس بر روی صفه‌ای با ابعاد ۸/۱۹ × ۴۵/۳۲ متر و در مساحتی بالغ بر ۵۵۰ متر مربع با سنگ بازالت خاکستری رنگ ساخته شده‌است. برای ورود به داخل کلیسا پلکان‌هایی در غرب صفه و دو بازوی شمالی و جنوبی صفه، در مقابل سه ورودی کلیسا، قرار دارد. پلان کلیسا، هم از خارج و هم از داخل، به شکل صلیب است و طبق سنت کلیساهای ارمنیان محراب آن در سمت شرق قرار دارد. کلیسا دارای یک گنبد اصلی دوازده ضلعی با دوازده نورگیر در بالای نمازخانه و یک گنبد ناقوس خانه با شش ستون در سمت غربی است. گنبد اصلی کلیسا، که به هیچ وجه از معماری ارمنی پیروی نمی‌کند، متأثر از معماری بیزانسی ساخته شده که در گرجستان و روسیه متداول بوده‌است. ورودی اصلی، که در سمت غرب بنا قرار دارد، دارای سردری به سبک معماری کلیساهای سده‌های چهارم و پنجم میلادی در ارمنستان است که با کاستن ضخامت دو دیوار دو طرف سردر و قرار دادن دو ستون زیبایی خاصی به این قسمت بخشیده‌است.
پس از ورودی غربی و در دو طرف آن، دو اتاقک قرار گرفته و این قسمت از بنا را به شکل راهرویی درآورده که به بازوی غربی کلیسا که به نمازخانه راه دارد وصل می‌شود. در اتاقک شمالی راه پله‌ای برای رسیدن به ایوان و در زیر اتاقک جنوبی دخمه‌ای قرار دارد.

نمای اصلی کلیسا

## موزه اسقف اعظم آرداک مانوکیان
یکی از ساختمان‌های مجاور کلیسا به موزه ملی ارمنی‌ها اختصاص داده شده‌است. مکان این موزه که در تملک خلیفه‌گری ارمنی‌های تهران است، در سال ۲۰۰۸ میلادی به دست جاثلیق اعظم آرام یکم افتتاح گردید. این مکان به عنوان پایگاه کلیساهای تاریخی ایران، وابسته به سازمان میراث فرهنگی، صنایع دستی و گردشگری نیز مورد استفاده قرار می‌گیرد. مجموعه‌های این موزه شامل تصاویر و نقشه‌های کلیساها و دیرهای ارمنی‌های کشور، لوازم و ادوات مورد استفاده در مراسم کلیسا، کتب خطی با محتوای دینی، لباس‌های سنتی زنان ارمنی، مدارک و لوازم شخصی اسقف اعظم آرداک مانوکیان و گلچینی از آثار هنرمندان ارمنی ایران است.

## نگارخانه

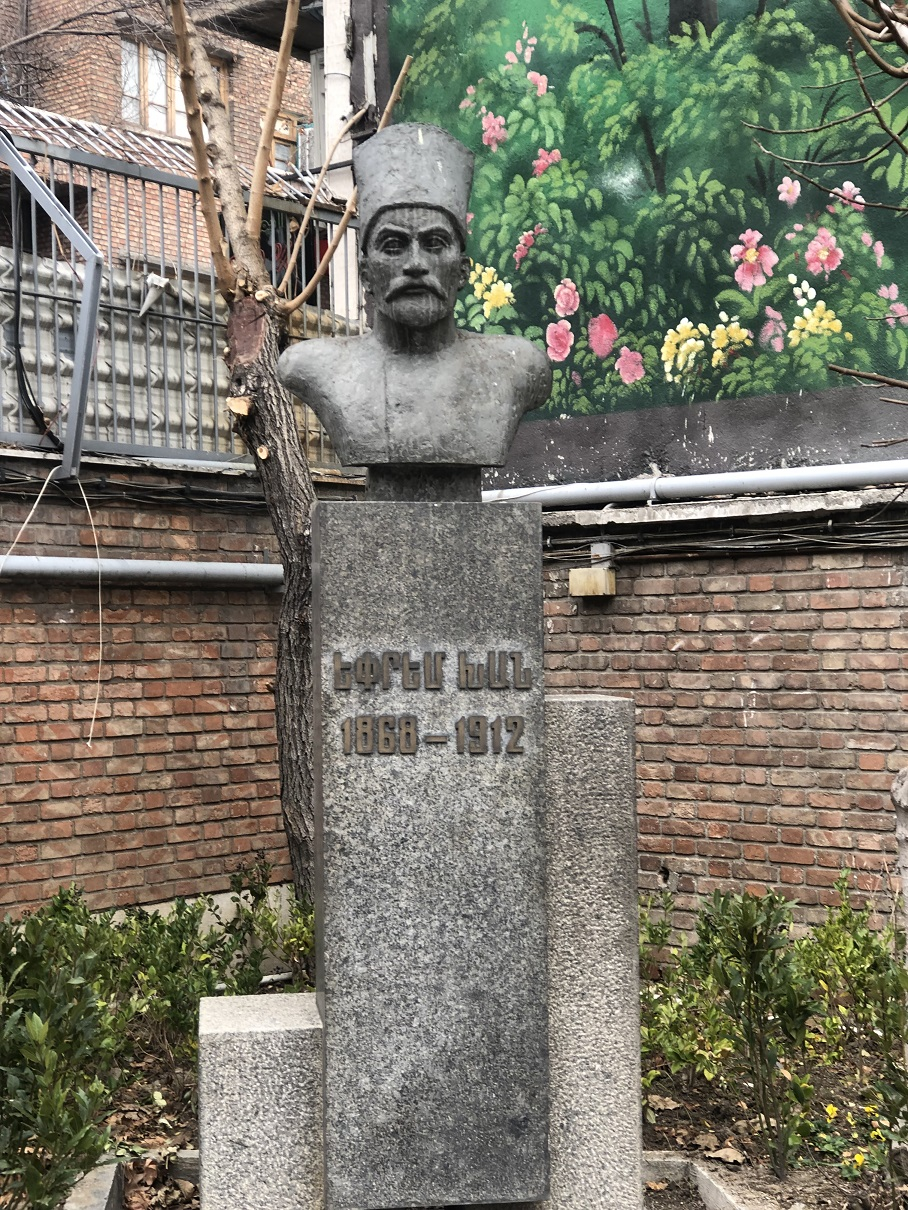
مقبره یپرم خان در کلیسای مریم مقدس تهران
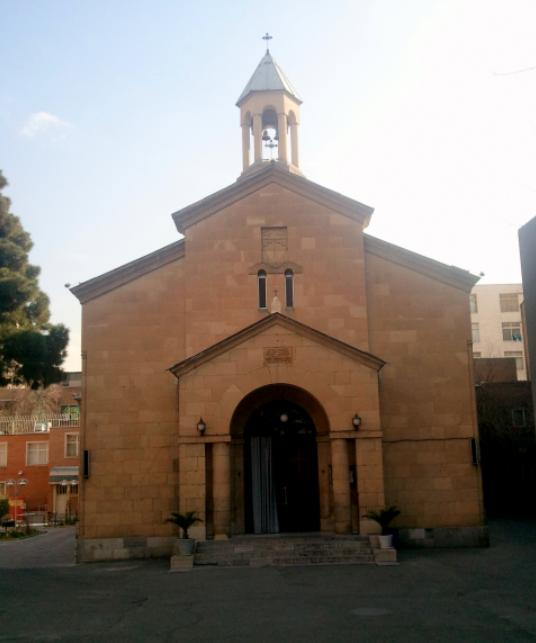
ورودی غربی
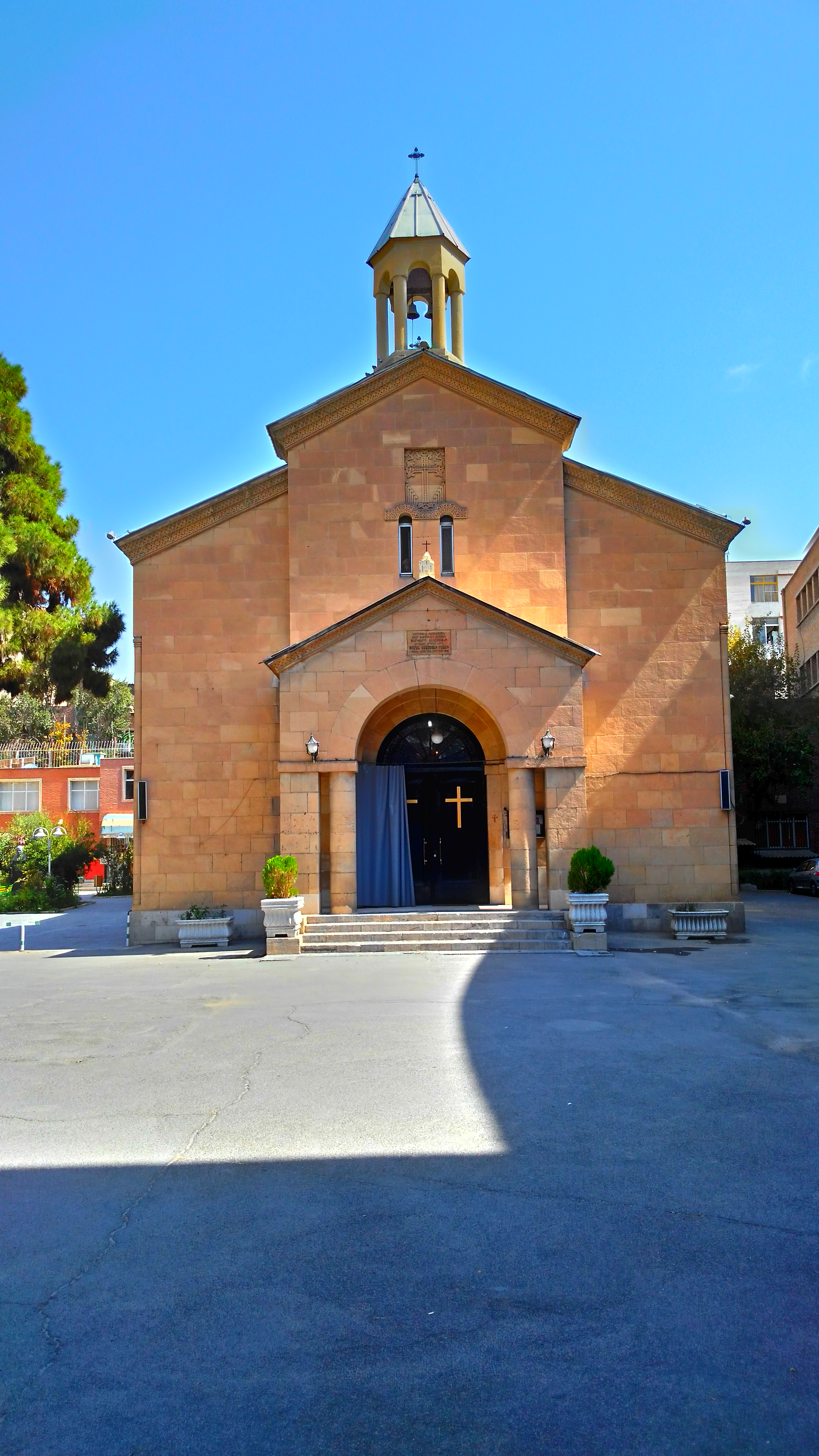
نمای کلیسا
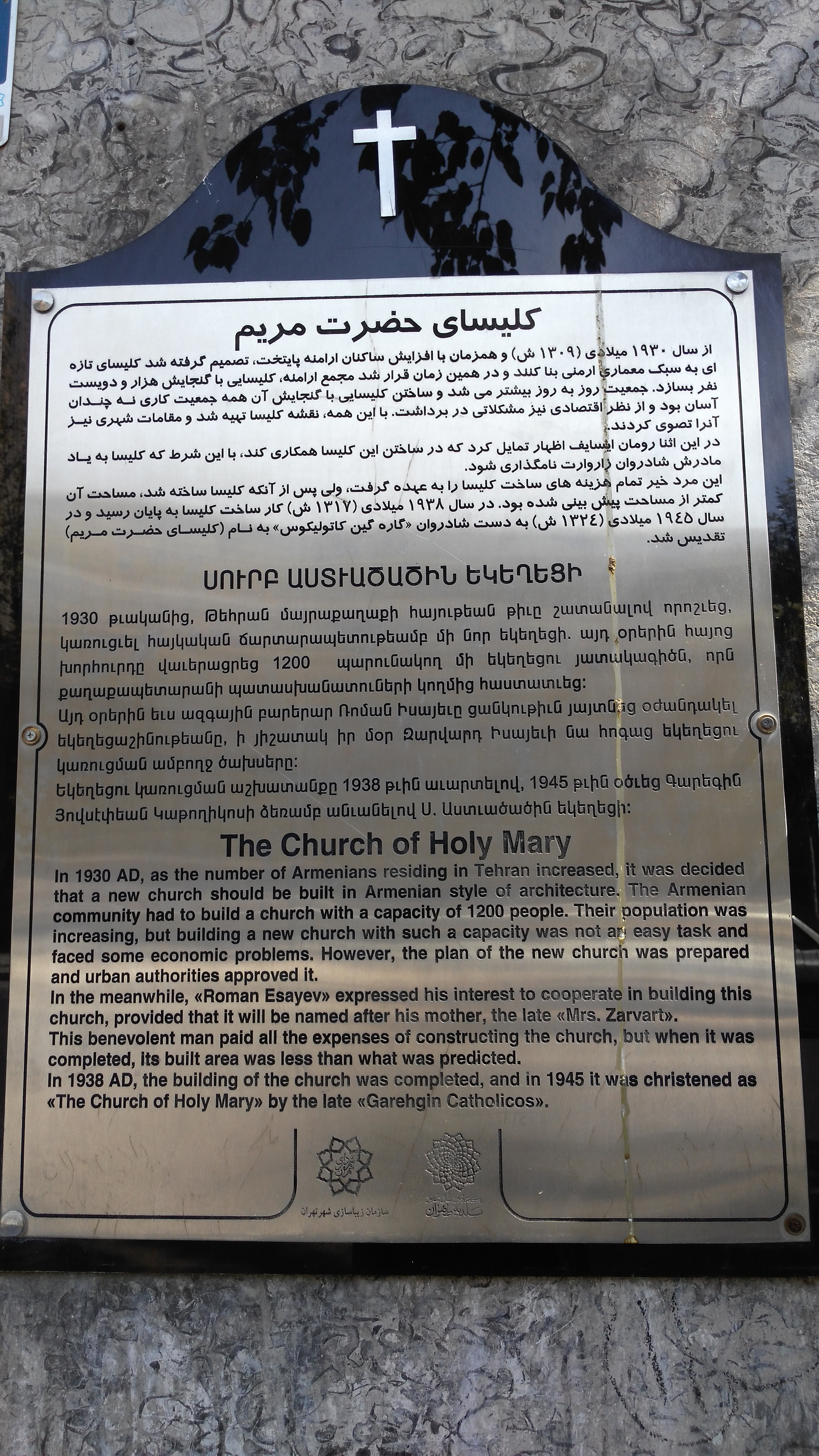